# Suzette
Suzette is een gemeente in het Franse departement Vaucluse (regio Provence-Alpes-Côte d'Azur) en telt 117 inwoners (2009). De plaats maakt deel uit van het arrondissement Carpentras.

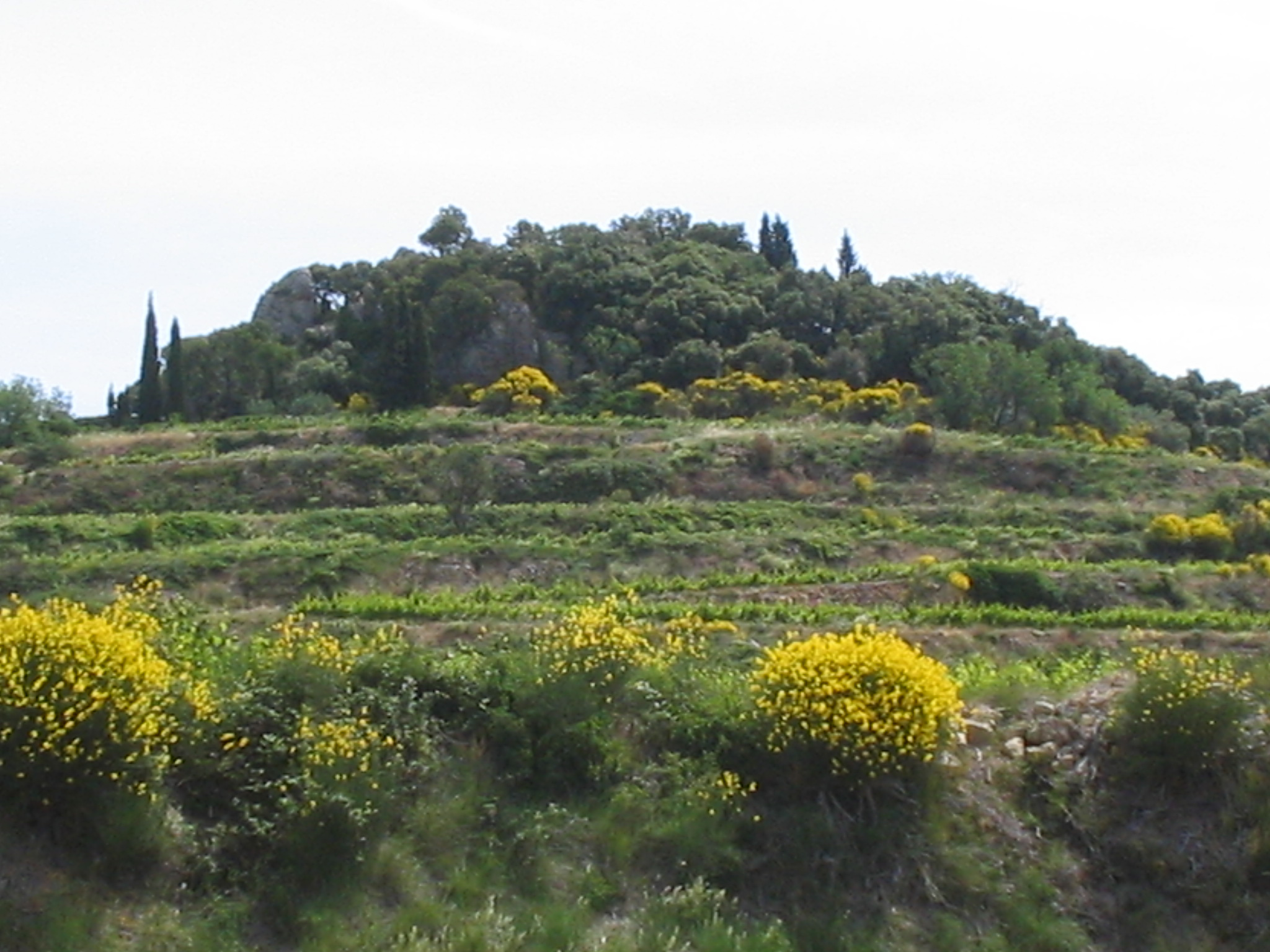
Het plaatsje Suzette in de Dentelles de Montmirail

## Geografie
De oppervlakte van Suzette bedraagt 6,8 km², de bevolkingsdichtheid is dus 17,2 inwoners per km².
De onderstaande kaart toont de ligging van Suzette met de belangrijkste infrastructuur en aangrenzende gemeenten.

## Demografie
Onderstaande figuur toont het verloop van het inwonertal (bron: INSEE-tellingen).